# Anyphops tugelanus
Anyphops tugelanus är en spindelart som först beskrevs av Lawrence 1942.  Anyphops tugelanus ingår i släktet Anyphops och familjen Selenopidae. Inga underarter finns listade i Catalogue of Life.